# Brian Qvale
Brian Arthur Qvale, né le 3 novembre 1988 à Williston au Dakota du Nord, est un joueur américain de basket-ball.